# Pierre Fatou
Pour les articles homonymes, voir Fatou (homonymie).

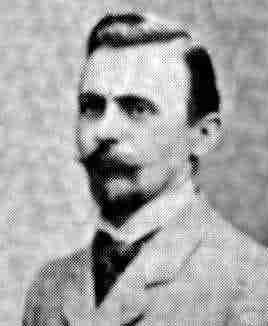
Pierre Fatou.

Pierre Joseph Louis Fatou, né le 28 février 1878 à Lorient et mort le 9 août 1929 à Pornichet,, est un mathématicien et astronome français.

## Biographie
Pierre Fatou est le cadet des quatre enfants de Prosper Ernest Fatou (1832-1891) et petit-fils de Jean-Baptiste Ambroise Fatou (1786-1858). Dans la famille des Fatou, il y a de nombreux officiers de marine,. Pierre Fatou est élève du lycée de Lorient où il a Alain pour professeur en classe de philosophie, puis, en classes préparatoires, au Collège Stanislas. Il entre en 1898 à l'École normale supérieure. Il obtient l'agrégation de mathématiques en 1901, et à sa sortie de l'école un poste d'aide-astronome (puis d'astronome-adjoint) à l'observatoire de Paris.
Il mène une double activité d'astronome et de mathématicien. Il soutient en 1907 une thèse de doctorat intitulée Séries trigonométriques et séries de Taylor, dans laquelle il utilise la théorie de l'intégrale de Lebesgue que celui-ci vient de créer.
Dès 1906, il commence des recherches sur l'itération des fractions rationnelles et obtient les premiers résultats globaux sur cette question. Il reprend la question en 1917, après que l'Académie des sciences eut déclaré un Grand prix des sciences mathématiques sur ce sujet. Il publie deux notes aux Comptes rendus de l'Académie des sciences avec des résultats nouveaux. Simultanément, le mathématicien Gaston Julia dépose des plis cachetés contenant des résultats analogues. Après que Julia eut réclamé et obtenu la priorité en décembre 1917, Fatou continue à travailler sur le sujet mais renonce à concourir pour le prix, laissant la voie libre à Julia (qui obtint le prix). Il publie ses résultats dans trois gros articles parus en 1919 et 1920.
Fatou crée le domaine des mathématiques qui correspond à l'étude des fonctions holomorphes (à variables complexes). Il traite de l'étude de l'itération des fonctions analytiques. Il a été le premier à introduire et étudier l'ensemble de Julia. Certains des résultats de base de la dynamique holomorphe ont également été obtenus indépendamment par Gaston Julia et Samuel Lattès en 1918. La dynamique holomorphe connut une forte reprise depuis 1982 en raison des nouvelles découvertes de Dennis Sullivan, Adrien Douady, John H. Hubbard et d'autres.
De belles photos illustrant cette théorie produite par les ordinateurs modernes stimulent un grand intérêt non seulement des mathématiciens, mais aussi à l'extérieur de la communauté mathématique.
Comme un sous-produit de ses études en dynamique holomorphe, Fatou a découvert ce qu'on appelle aujourd'hui les domaines de Fatou-Bieberbach. Ce sont des sous-domaines de l'espace complexe de dimension n, qui sont biholomorphiquement équivalents à tout l'espace (ces régions ne peuvent pas exister pour n = 1). Fatou a fait un travail important dans la mécanique céleste. Il fut le premier en 1928 à prouver rigoureusement un théorème (conjecturé par Gauss) sur la moyenne d'une perturbation produite par une force périodique de courte période. Ce travail a été poursuivi par Leonid Mandelstam, Nikolaï Bogolioubov et ses étudiants et a ainsi été développé dans un grand domaine des mathématiques modernes appliquées. D'autres recherches de Fatou en mécanique céleste comprennent une étude du mouvement d'une planète dans un milieu résistant.
En 1926, Fatou est un des pionniers de l'étude de la dynamique des fonctions entières transcendantes, un sujet qui est intensivement développé à cette époque.
Pierre Fatou publie des articles mathématiques sur l'analyse complexe et la mécanique céleste et un livre sur les groupes fuchsiens (le volume 2 du traité dit d'Appell et Goursat) ; il réalise de nombreuses observations astronomiques, notamment d'étoiles doubles.
Malgré tous ces travaux, sa carrière est lente et modeste : il ne devient astronome-titulaire qu'en 1928, un an avant sa mort.
Il est un membre très actif de la Société mathématique de France, dont il devient membre en 1904 et qu'il préside en 1926.
Il est titulaire de la Légion d'honneur. Une allée porte son nom au jardin conservatoire du Château de Soye à Ploemeur (banlieue de Lorient).

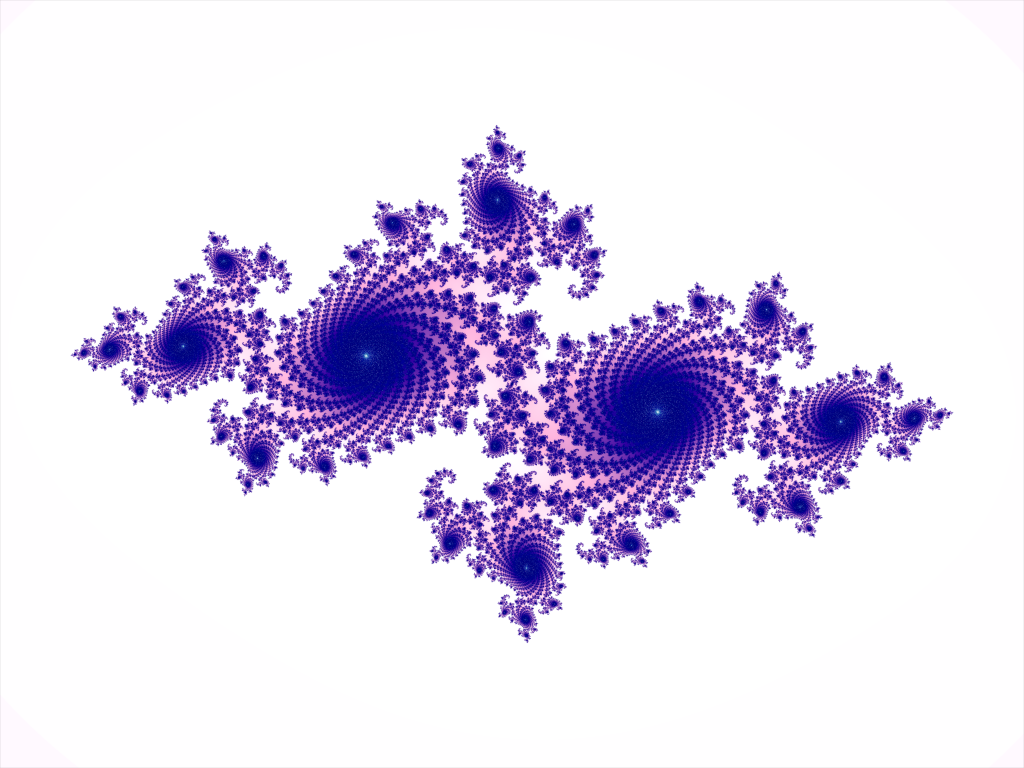
Ensemble de Julia

### Recherches mathématiques de Fatou
Le travail de Fatou a eu une grande influence dans le développement de l'analyse au XXe siècle.
La thèse du doctorat de Fatou sur les séries trigonométriques et les séries de Taylor (1906) était la première application de l'intégrale de Lebesgue pour résoudre les problèmes d'analyse. Principalement, à l'étude des fonctions analytiques et harmoniques. Dans son travail, Fatou étudie l'intégrale de Poisson. Ce travail de Fatou est influencé par Henri Lebesgue qui a créé ce théorème en 1901.
Le théorème de Fatou, qui dit qu'une fonction analytique bornée dans un disque a des limites presque partout sur le cercle, a été publié en 1906. Ce théorème est à l'origine d'un grand nombre de recherches en mathématiques du XXe siècle sous le nom de fonctions analytiques bornées.

Ensemble de Julia

### Ouvrage
Michèle Audin, Fatou, Julia, Montel, le Grand prix des sciences mathématiques de 1918, et après…, Heidelberg, Springer-Verlag, 2009, 276 p. (ISBN 978-3-642-00445-2) — La biographie débute à la page 126 et est consultable.